# Lex Romana Burgundionum
Lex Burgundionum (Лекс Бургундијонум) је био закон Бургунда, које је објавио краљ Гундобад. У њему је кодификовао обичајно право Бургунда, али га је примењивао у односима између Бургунда и Римљана.
Током периода домината, варварски народи су населили територију Римског царства, а Римљани су често били принуђени да им дају статус савезника и омогуће да живе по сопственом праву. Тако су на територији Рима варвари живели по једном, а староседеоци по другом праву. У односима Римљана и варвара примењивали су римско вулгаризовано право. Након пропасти Западног римског царства овај принцип персоналног права је задржан, због велике разлике на ступњевима цивилизацијског развоја између Варвара и Римљана. Варварски владари су стога поред зборника варварског обичајног права доносили и зборнике римског права. Тако је бургундски краљ Гундобад само за своје римске поданике почетком 6. века издао lex Romana Burgundionum. Његова држава је захватала простор источне Галије и налазила се између Франака на северу, Визигота на западу и Острогота на истоку. Како је Гундобад био независан владар, зборник је издао у форми закона. Материја је преузета из Грегоријановог, Хермогенијановог и Теодосијевог кодекса, Послетеодосијанских новела, Гајевих Институција и бургундског права. Зборник садржи одредбе из разних области права, пре свега из облигационог и стварног, а био је кратко на снази јер је потиснут са lex Romana Wisigothorum из 506. г.